# Бандреле
Бандреле́ (фр. Bandrélé) — муніципалітет у Франції, в заморському департаменті Майотта. Населення — 6838 осіб (2007).
Муніципалітет розташований на відстані близько 8300 км на південний схід від Парижа, 16 км на південь від Мамудзу.